# Български културен форум (Унгария)
Български културен форум (на унгарски: Bolgár Kulturális Fórum) е дружество, основано през 1999 година в Унгария, със седалище в гр. Будапеща. Негов председател е Милена Владимирова.
Цел на дружеството е да развива културното сътрудничество между Унгария и България. Форумът обединява живеещата в Унгария българска интелигенция, хората с български произход, занимаващи се с изкуства и научна дейност и тези, които подпомагат дейността му, независимо от техния произход. Поддържа връзки с обществени организации, институции и самоуправления. Провежда издателска дейност, с която допринася за запазване и развитие на литературния език и култура на българите в Унгария и за запазване на тяхната идентичност. Организира конференции, изложби, детски мероприятия, концерти, фотоконкурси, видеопрожекции, театрални постановки и други с цел разпространението и опазването на българските културни ценности и научни постижения. Форумът обединява и подпомага дейността на творците (художници и приложници) с български произход, които живеят и творят в Унгария.

## Ръководство
Ръководен състав на дружеството, избран през 2012 г.:
| Председател           | Милена Владимирова                                                |
| Заместник–председател | д-р Кристина Менхарт                                              |
| Почетен председател   | д-р Тошо Дончев                                                   |
| Контролна комисия     | Адриана Петкова Пападопулос, Таня Купенова Ронаи, Матей Тодоранов |